# 施皮茨科費爾山
46°45′N 12°39′E / 46.750°N 12.650°E

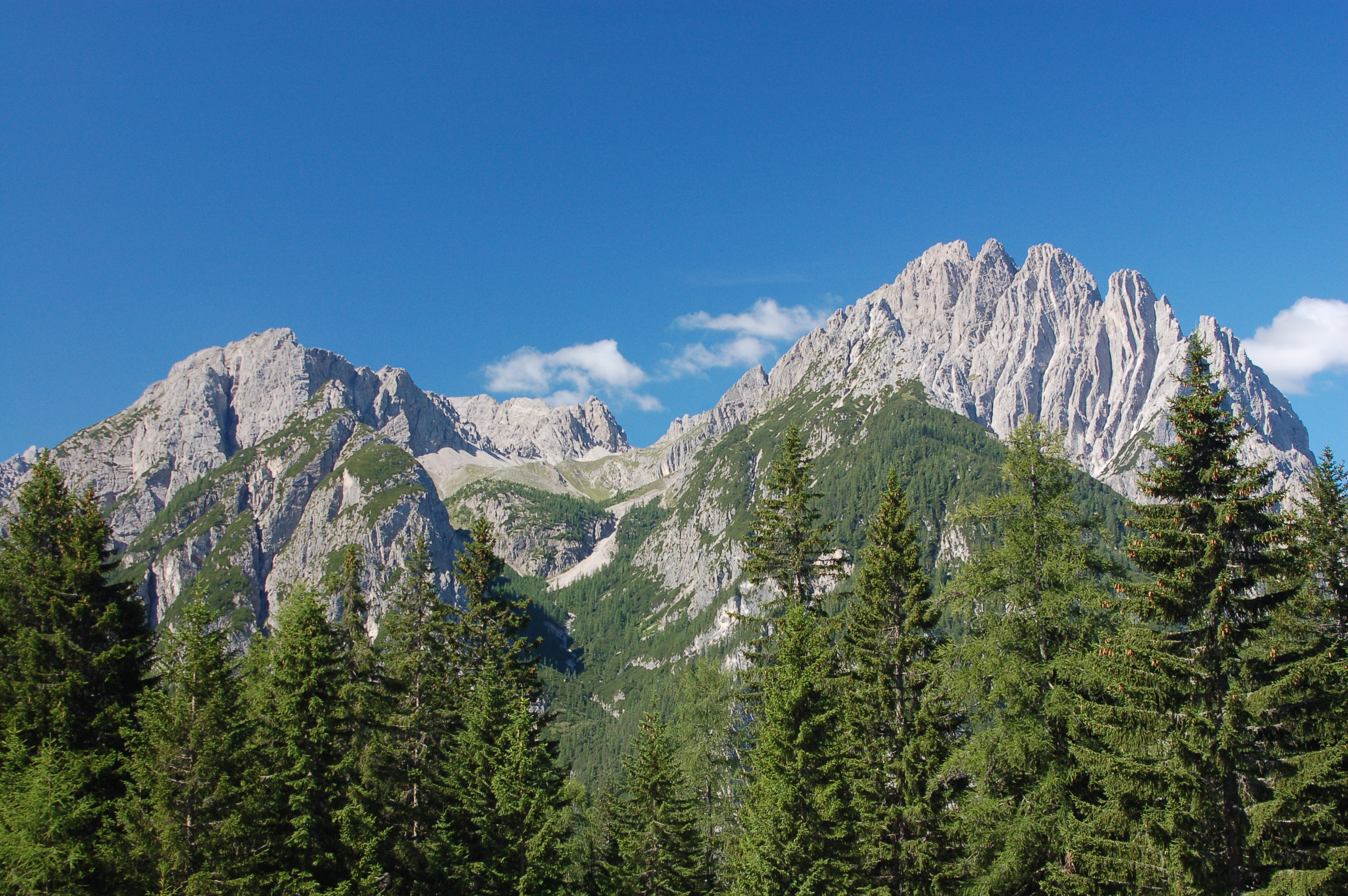

施皮茨科費爾山（德語：Spitzkofel），是奧地利的山峰，位於該國西部，由蒂羅爾州負責管轄，屬於蓋爾塔爾阿爾卑斯山脈的一部分，海拔高度2,717米。